# Agostino Ruffini
Agostino Ruffini (Genova, 17 febbraio 1812 – Taggia, 3 gennaio 1855) è stato un politico e patriota italiano.

## Biografia
Il più giovane dei fratelli Ruffini, fu carbonaro e mazziniano (sebbene con lo stesso Mazzini i rapporti si deteriorarono nel corso degli anni). Fu Deputato del Regno di Sardegna nella I legislatura, eletto nel collegio di Genova III.